# Градиште (Габровська область)
Гради́ште (болг. Градище) — село в Габровській області Болгарії. Входить до складу общини Севлієво.

## Населення
За даними перепису населення 2011 року у селі проживали 184 особи, з них 75 осіб (92,6%) — болгари.
Розподіл населення за віком у 2011 році:
Динаміка населення: